# Hasdings
Les Hasdings sont l'une des deux principales branches du peuple vandale, scindé depuis le IIIe siècle au moins en deux groupes tribaux, les Hasdings et les Sillings. Il est possible que le nom de « Hasdings » n'ait été alors porté que par la famille royale. En 418/419, après leur défaite dans la péninsule Ibérique face aux Wisigoths, envoyés contre eux par Rome, et la mort du roi silling Frédébal, tué au combat, Hasdings et Sillings s'unissent sous un même roi, le roi hasding Gondéric. Les Vandales réunis intègrent également dans leur rang des clans alains, eux aussi sévèrement battus par les Wisigoths.
C'est ainsi que les Hasdings deviennent l'aristocratie dominante des deux peuples.
En 429 les Vandales et Alains s'installent en Afrique du Nord et fondent un royaume qui dura jusqu'en 530.